# União da Birmânia (1948–1962)
União da Birmânia foi o nome oficial de Mianmar após sua independência do Reino Unido em 1948.
Os primeiros quatorze anos da independência da Birmânia (Mianmar) foram marcados por diversas insurgências comunistas e étnicas. Grupos insurgentes proeminentes durante este período incluem o Partido Comunista da Birmânia (PCB, "bandeiras brancas") liderado por Thakin Than Tun, o Partido Comunista (Birmânia) ("bandeiras vermelhas") liderado por Thakin Soe, a Organização de Voluntários do Povo (Yèbaw Hpyu) liderada por Bo La Yaung (um membro dos Trinta Camaradas), o Exército Revolucionário da Birmânia (RBA) liderado pelos oficiais comunistas Bo Zeya, Bo Yan Aung e Bo Yè Htut (todos os três membros dos Trinta Camaradas) e a União Nacional Karen (KNU). 

## História
Áreas remotas do norte da Birmânia foram controladas durante muitos anos por um exército das forças do Kuomintang (KMT) após a vitória comunista na China em 1949.  A Birmânia aceitou assistência estrangeira para reconstruir o país nestes primeiros anos, mas o apoio americano contínuo à presença militar nacionalista chinesa na Birmânia resultou finalmente na rejeição da maior parte da ajuda estrangeira pelo país, recusando-se a aderir à Organização do Tratado do Sudeste Asiático (SEATO) e apoiando a Conferência de Bandung de 1955.  A Birmânia geralmente se esforçou para ser imparcial nos assuntos mundiais e foi um dos primeiros países do mundo a reconhecer Israel e a China.
Em 1958, o país estava começando a se recuperar economicamente, mas estava começando a desmoronar politicamente devido a uma divisão na Liga Antifascista da Liberdade Popular (AFPFL) em duas facções, uma liderada por Thakins Nu e Tin, a outra por Ba Swe e Kyaw Nyein.   Isto ocorreu apesar do sucesso inesperado da oferta de "Armas para a Democracia" de U Nu, aceite por U Seinda em Arakan, o Pa'O, alguns grupos Mons e Xãs, mas mais significativamente pelo PVO ter entregue as suas armas.  A situação tornou-se muito instável no parlamento, com U Nu sobrevivendo a um voto de desconfiança apenas com o apoio da oposição Frente Nacional Unida (NUF), que se acredita ter "criptocomunistas" entre eles. 
Os linha-dura do Exército agora viam a "ameaça" do CPB chegar a um acordo com U Nu através da NUF, e no final U Nu "convidou" o Chefe do Estado-Maior do Exército, General Ne Win, a assumir o país.  Mais de 400 "simpatizantes comunistas" foram presos, dos quais 153 foram deportados para as Ilhas Coco, no Mar de Andamão. Entre eles estava o líder da NUF, Aung Than, irmão mais velho de Aung San. O Botataung, o Kyemon e o Rangoon Daily também foram fechados. 
O governo interino de Ne Win estabilizou com sucesso a situação e abriu caminho para novas eleições gerais em 1960, que devolveram ao Partido da União de U Nu uma grande maioria.  A situação não permaneceu estável por muito tempo, quando o Movimento Federal Xã, iniciado por Nyaung Shwe Sawbwa Sao Shwe Thaik (o primeiro presidente da Birmânia independente de 1948 a 1952) e aspirando a uma federação "solta", foi visto como um movimento separatista que insistia que o governo honrasse o direito à secessão em dez anos, previsto pela Constituição de 1947. 
Ne Win já havia conseguido retirar dos Xãs Sawbwas seus poderes feudais em troca de pensões confortáveis vitalícias em 1959. Ele deu um golpe de estado em 2 de março de 1962, prendeu U Nu, Sao Shwe Thaik e vários outros, e declarou um estado socialista dirigido pelo Conselho Revolucionário da União (URC), que era composto por altos oficiais militares. O filho de Sao Shwe Thaik, Sao Mye Thaik, foi morto a tiros no que foi geralmente descrito como um golpe "sem derramamento de sangue". Thibaw Sawbwa Sao Kya Seng também desapareceu misteriosamente depois de ser parado num posto de controlo perto de Taunggyi.  A URC fundou mais tarde o Partido do Programa Socialista da Birmânia (BSPP) em 4 de julho de 1962 para separar nominalmente os poderes dos militares do governo e liderar um estado de partido único. 